# Dysstroma sikkimensis
Dysstroma sikkimensis là một loài bướm đêm trong họ Geometridae.